# Jasdan
Jasdan là một thành phố và khu đô thị của quận Rajkot thuộc bang Gujarat, Ấn Độ.

## Địa lý
Jasdan có vị trí 22°02′B 71°12′Đ / 22,03°B 71,2°Đ Nó có độ cao trung bình là 193 mét (633 feet).

## Nhân khẩu
Theo điều tra dân số năm 2001 của Ấn Độ, Jasdan có dân số 39.041 người. Phái nam chiếm 52% tổng số dân và phái nữ chiếm 48%. Jasdan có tỷ lệ 67% biết đọc biết viết, cao hơn tỷ lệ trung bình toàn quốc là 59,5%: tỷ lệ cho phái nam là 74%, và tỷ lệ cho phái nữ là 60%. Tại Jasdan, 15% dân số nhỏ hơn 6 tuổi.